# 島原市立第四小学校
島原市立第四小学校（しまばらしりつ だいよんしょうがっこう）は、長崎県島原市宇土町乙にある公立小学校。略称「島四小」・「第四小」・「四小」。

## 概要
歴史
1874年（明治7年）に創立。2024年（令和6年）に創立150周年を迎えた。1991年（平成3年）から数年間雲仙普賢岳の噴火活動により、仮設校舎での授業や分校の廃止、校地の移転を余儀なくされた。
学校教育目標
「やさしく　かしこく　 たくましい　杉谷っ子の育成」
校章
1976年（昭和51年）に創立100周年を記念して制定された。中島勝義によるデザイン。旧校名でもあり、地区の名称でもある「杉谷」にちなみ、杉の木を図案化したもの。中央に校名の「四」の文字を置いている。
校歌
1954年（昭和29年）に制定。作詞は宮崎耿平、作曲は寺崎良平による。歌詞は2番まであり、両番に地区名（旧校名）の「杉谷」が登場する。現校名は登場しない。
校区
島原市の後に「立野町、江里町、西町、山寺町、中尾町、宇土町、本町、原町、杉山町、前浜町、北千本木町、南千本木町、上折橋町、下折橋町、六ツ木町」の続く地域」。中学校区は島原市立第一中学校。

## 沿革
- 1871年（明治4年）- 廃藩置県により、旧島原藩領地は島原県に属することとなる。間もなく島原県は長崎県に統合される。
- 1872年（明治5年）8月 - 学制が頒布される。
- 1874年（明治7年）10月30日 - 高来郡杉谷村字杉山に「第五大学区 第三中学区[2]杉山小学校」が創立[3]。
- 1877年（明治10年）
  - 2月 - 杉谷村字山寺に「第五大学区 第三中学区 山泉小学校」が開校。
  - この年 - 学区が改正され、杉山・山泉ともに「第五大学区 第二中学区[4]」に属する小学校となる。
- 1878年（明治11年）- 郡制に施行により、高来郡が南北に分かれて「長崎県 南高来郡」に属する小学校となる。
  - 12月 - 学区が改正され、杉山・山泉ともに「南高来郡 島原部」に属する小学校となる。
- 1879年（明治12年）- 教育令の施行により、「公立下等杉山小学校」・「公立下等山泉小学校」に改称。
- 1881年（明治14年）- 杉山村に「公立下等眉山小学校」が開校。
- 1884年（明治17年）11月 - 杉山小学校と山泉小学校が統合され、「南高来郡 島原部 公立中等杉谷小学校」に改称。眉山小学校を統合し眉山分校とする。
  - 校舎を字宇土に設置。
- 1886年（明治19年）9月 - 小学校令の施行により、「尋常杉谷小学校」に改称（修業年限4年）。眉山分校を廃止。
  - この時、島原村に「長崎県第八高等小学校」が設置され、尋常小学校を卒業し高等小学校進学を希望する者は通学することとなる。
- 1888年（明治21年）9月 - 馬場に移転。
- 1889年（明治22年）4月 - 町村制の施行により、杉谷村立の小学校となる。
- 1892年（明治25年）
  - 4月 - 小学校令の改正により「杉谷尋常小学校」に改称（「尋常」の位置が変わる）。
  - 5月 - 長崎県第八高等小学校が廃止され、組合立島原高等小学校が設立される。
- 1908年（明治41年）
  - 4月1日 - 小学校令の改正により、義務教育年限（尋常科の修業年限）が4年から6年に延長されたため、尋常科5年を新設。
  - 4月17日 - 折橋甲1634番地に分教場（後の折橋分校）を開設。
- 1912年（明治45年）4月1日 - 高等科を併置の上、「杉谷尋常高等小学校」に改称（尋常科6年・高等科2年）。尋常科6年を新設。
- 1914年（大正3年）11月29日 - 児童数が増加し校舎がせまくなったため、新校舎が完成。
- 1924年（大正13年）
  - 3月26日 - 皇太子ご成婚を記念し校旗を制定。
  - 11月3日 - 創立50周年記念式典を挙行。
- 1925年（大正14年）4月 - 木造校舎4教室を増築。
- 1940年（昭和15年）4月1日 - 島原町・杉谷村・安中村が合併し島原市が発足。これにより島原市立の小学校となる。
- 1941年（昭和16年）4月1日 - 国民学校令の施行により、「島原市杉谷国民学校」に改称。尋常科を初等科に改める（初等科6年・高等科2年）。
  - 間もなく「島原市第四国民学校」に改称。
- 1944年（昭和19年）10月4日 - 新校舎（第一棟）が完成。
- 1947年（昭和22年）
  - 2月10日 - 新校舎（第二棟）2教室が完成。
  - 4月1日 - 学制改革（六・三制の実施）が行われる。
    - 島原市第四国民学校の初等科が改組され、「島原市立第四小学校」（現校名）となる。折橋の分教場を折橋分校とする。
    - 島場市第四国民学校の高等科は、第一国民学校の高等科や青年学校の普通科と統合され、「島原市立第一中学校」となる。当初第一中学校は長崎県立島原中学校に併設される。

  - 5月3日 - 新憲法施行記念式典を挙行。
- 1948年（昭和23年）
  - 4月10日 - 折橋分校の校舎を改築。
  - 5月10日 - 育友会を結成。
- 1949年（昭和24年）6月19日 - 校舎を増築。
- 1951年（昭和26年）3月14日 - 学校給食を開始。
- 1953年（昭和28年）
  - 4月17日 - 非常用サイレンを屋上に設置。
  - 7月7日 - 校内放送施設が完成。
- 1954年（昭和29年）
  - 1月20日 - 心明の池が完成。
  - 9月20日 - 創立80周年を記念して校歌を制定。同窓会を結成。
- 1955年（昭和30年）
  - 3月25日 - 学校図書館が完成。
  - 6月25日 - 地区ごとに子どもクラブを結成。
  - 12月5日 - 完全給食（パン・ミルク・副食）を開始。
- 1957年（昭和32年）7月25日 - 諫早・島原大水害で中尾川が増水し校舎西側から運動場北側にかけて護岸が流失し、大きな被害が出る。
- 1960年（昭和35年）8月24日 - 学級園・西側砂場が完成。
- 1967年（昭和42年）5月1日 - 給食のミルクを粉乳から生乳に切り替える。
- 1968年（昭和43年）
  - 3月9日 - 屋内運動場（体育館）が完成。
  - 7月26日 - 運動場を整備。
- 1969年（昭和44年）
  - 3月5日 - 島場市水道から給水を開始。
  - 3月30日 - 国旗掲揚台を設置。
  - 11月10日 - 渡辺金男校長、在職中に死去。学校葬を執り行う。
- 1971年（昭和46年）1月13日 - 折橋分校、給食調理室からの出火で全焼。
- 1972年（昭和47年）2月14日 - 折橋分校の新校舎が完成。
- 1974年（昭和49年）1月23日 - 交通コーナーが完成。
- 1976年（昭和51年）
  - 5月13日 - 鉄筋コンクリート造3階建ての新校舎が完成。
  - 7月26日 - プールが完成。
  - 12月11日 - 創立100周年記念式典を挙行。
- 1983年（昭和58年）11月16日 - 全学級にテレビを設置。
- 1984年（昭和59年）- 運動場を整備。
- 1989年（平成元年）
  - 7月24日 - 愛の鐘ミュージックサイレン（浜千鳥）が寄贈される。
  - 8月30日 - 人間ロープウェイチェーンクロスを設置。
  - 9月9日 - 相撲場が完成。
- 1990年（平成2年）11月17日 - 雲仙普賢岳が噴火活動を開始。
- 1991年（平成3年）
  - 6月3日 - 大火砕流が発生。
  - 6月11日 - 普賢岳から噴石が落下するようになったため、折橋分校校舎を閉鎖し、本校で収容して授業を実施。
  - 6月12日 - 本校も臨時休校とし、夏季休業（夏休み）期間の開始を1ヶ月ほど繰り上げる（6月20日開始）。
  - 8月15日 - 雲仙普賢岳の噴火活動による降灰対策として全教室に空調設備を取り付ける。
- 1992年（平成4年）9月10日 - 長崎大学から火山被害調査団が来校。
- 1993年（平成5年）
  - 2月1日 - 折橋分校、校舎に復帰して授業を再開。
  - 5月11日 - 折橋分校、再閉鎖により本校校舎で授業を実施。
  - 6月23日 - 火砕流の発生により、折橋分校校舎を含む校区が被災。
  - 6月30日 - 避難勧告により、島原市立第一小学校での授業を開始。
  - 7月5日 - 土石流の発生により、島原市立第一小学校・島原市立三会小学校・三会改善センターでの分散授業を開始。
  - 9月6日 - 仮設校舎での授業を開始。（平成7年までの間、5月始めから10月末まで仮設校舎、11月初めから翌年4月末まで本校校舎での授業を行う）。
  - 10月27日 - 宇宙飛行士の毛利衛が激励のために来校。
- 1994年（平成6年）7月20日 - 1学期末をもって折橋分校を廃止[5]。
- 1996年（平成8年）
  - 8月5日 - 仮設校舎を解体。
  - 9月17日 - パソコンを設置。
- 2000年（平成12年）
  - 8月6日 - 中尾川改修工事に伴い、中尾川対岸の宇土地区に新校舎が完成し、移転作業を開始。
  - 9月1日 - 新校舎への移転が完了し授業を開始。
  - 11月28日 - 石のモニュメント「四小ストーリー」が設置される。
- 2001年（平成13年）
  - 3月1日 - 銅像「杉谷っ子」が設置される。
  - 11月17日 - 「ふれあいの鐘」が寄贈される。
  - 12月25日 - 石のモニュメント「歴史と少年」が設置される。
- 2002年（平成14年）1月9日 - 「ふれあいの池」が完成。
- 2003年（平成15年）
  - 3月9日 - 造形砂場を設置。
  - 8月22日 - 運動場にウェーブジムやジャングルジムといった遊具が設置される。
- 2009年（平成21年）7月13日 - AEDを設置。
- 2010年（平成22年）3月 - 電子黒板を導入。
- 2013年（平成25年）6月 - 運動場の芝生化を開始。

## 交通アクセス
最寄りのバス停
- 島鉄バス 島原市内線など「杉谷公民館前」バス停

最寄りの国道・県道
- 国道251号（がまだすロード）
- 長崎県道58号愛野島原線（がまだすロード）

## 周辺
- 杉谷郵便局
- 杉谷公民館
- 長崎県立島原工業高等学校
- 長崎県立島原農業高等学校

## 著名な出身者
- 松田遼馬（プロ野球選手、阪神タイガース）